# Droide de batalla
Els droides de batalles B1 són personatges de ficció, unitats de combat robòtiques dins de l'univers de la Guerra de les Galàxies.

## Origen
Els droidesde batalla B1 eren una sèrie de droides que es van crear pel finançament de la Tecno Unió i dissenyats i construïts pels laboriosos geonosians en enormes fàbriques en el planeta Geonosis. Van ser comprats per la Federació de comerç per a defensar-se de pirates espacials. Aquests estaven dissenyats i eren produïts en massa per l'empresa Baktoid Armor Workshop, que pertanyia a la Tecno Unió.
Els covards neimoidians, tement algun tipus de rebel·lió entre les seues pròpies files de droides, es van assegurar deixant-los sense consciència pròpia i fent que cada unitat responguera a l'ordinador principal de cadascuna de les seues enormes naus. En aquest moment Nute Gunray va ordenar el bloqueig i invasió del planeta Naboo, el qual acaba perdent per la tenacitat de Padmé Amidala.
Temps després van servir com a armes de la Confederació de Sistemes Independents en les Guerres Clon, d'on poques unitats van escapar.
Aquests droides utilitzats per a transportar-se i arremetre contra els seus enemics en batalles com la de (Naboo i la Geonosis), van ser transportats en portatropas: els AAT.
Els B1-Battledroids van ser utilitzats en totes les batalles de les Guerres Clon, entre les més importants destaquen les batalles en els següents planetes: Geonosis, Kashyyyk, Muunilinst, Utapau, Mygeeto, Saleucami, Cate Neimoidia, Orto, Mon Calamari, Dantooine, Coruscant, etc.
Al final de les Guerres Clon, una vegada assassinats els líders de la Confederació, Darth Vader va ordenar que desactivaren tots els droides de batalla. D'ací d'ara endavant no es va tornar a veure cap d'aquestes unitats, o açò havia d'haver sigut.
Gizor Dellso va tornar a emprar Droides en el seu intent fallit de retornar la glòria a la Confederació. No obstant això, una vegada vençut Dellso ja es va donar per descomptat que havien sigut completament erradicats, de nou erroni. En la Segona Batalla de Geonosis, ocorreguda en la Guerra Civil, Wedge Antilles va trobar unitats d'aquest tipus de droides encara en ús.
Encara que també l'Aliança Galàctica els va usar durant la invasió dels Yuuzhan vong.

## Diferents tipus

### Droide de batalla B1 comú
Són els més utilitzats en les batalles, juntament amb els Super droides de batalla. Són usats
en quasi totes les batalles i guerres(de la Federació, clar). Estan preparats per a la guerra, amb els seus canons blàsters. Van tenir un rol important en Les Guerres Clon, encara que al cap i a la fi, van acabar perdent.

### Droide de batalla B1 comandant
Ells en general condueixen les missions dels droides de batalla comuna, que segueixen les seues ordres. Es diferencien dels comuns, per tenir cos (excepte els braços i les cames) i la punta del cap de color groc.

### Droide de batalla B1 pilot
Condueixen les naus dels exèrcits droides, com els AAT. Es diferencien d'altres droides, perquè tenen el cos (excepte els braços i les cames) blava.

### Droide de batalla B1 comando
Aquests droides de batalla són molt més fortes que uns altres B1, per ser molt bons soldats, que tenen el bon control sobre les armes i magranes. Es diferencien d'altres droides per: tenir un puntet roig en el pit, igual al dels Super droides de batalla, cos negre grisenc i pel seu peculiar cap en forma com de con.